# Pierre-Olivier Beaulieu
Pierre-Olivier Beaulieu (* 24. Februar 1984 in Quebec City, Québec) ist ein kanadischer Eishockeyspieler, der seit 2011 für Caron & Guay de Trois-Rivières in der Ligue Nord-Américaine de Hockey spielt. Beaulieu ist Linksschütze und agiert als Verteidiger.

## Karriere
Beaulieu begann seine Karriere in der Saison 2000/01 bei den Montréal Rocket in der Quebec Major Junior Hockey League. In der Liga spielte er weiterhin für die Québec Remparts, Victoriaville Tigres sowie die Halifax Mooseheads, ehe er 2005 in die ECHL zu den Fresno Falcons wechselte.
Seit der Saison 2008/09 spielt Beaulieu für den ETC Crimmitschau in der 2. Bundesliga. Nach der Saison wurde sein Vertrag nicht mehr verlängert, woraufhin er nach Japan zu den Nippon Paper Cranes wechselte. Zur Saison 2010/11 kehrte er wieder nach Nordamerika zurück und schloss sich den Odessa Jackalopes in der Central Hockey League an, bevor er im Saisonverlauf zu den Bloomington PrairieThunder und später nach Québec zu den Caron & Guay de Trois-Rivières wechselte. In der Saison 2011/12 wurde er als bester Verteidiger der Ligue Nord-Américaine de Hockey mit dem Trophée Éric Messier ausgezeichnet.
Im NHL Entry Draft 2002 wurde Beaulieu in der achten Runde an insgesamt 260. Stelle von den Detroit Red Wings ausgewählt.

## Erfolge und Auszeichnungen
- 2012 Trophée Éric Messier für den besten Verteidiger der LNAH
- 2012 LNAH All-Star Team

## Karrierestatistik
(Legende zur Spielerstatistik: Sp oder GP = absolvierte Spiele; T oder G = erzielte Tore; V oder A = erzielte Assists; Pkt oder Pts = erzielte Scorerpunkte; SM oder PIM = erhaltene Strafminuten; +/− = Plus/Minus-Bilanz; PP = erzielte Überzahltore; SH = erzielte Unterzahltore; GW = erzielte Siegtore; 1 Play-downs/Relegation; Kursiv: Statistik nicht vollständig)